# Comermada
Comermada és una masia de Sant Agustí de Lluçanès (Osona) inclosa a l'Inventari del Patrimoni Arquitectònic de Catalunya.

## Descripció
Edifici de dos pisos, de planta rectangular i teulat a doble vessant, lateral a la façana principal. La construcció dels murs demostra diferents construccions i renovacions. Les parts més antigues de la casa presenten un mur de pedres grans, irregulars i amb poc morter mentre que altres parts de les cases presenten pedres més petites, arrebossat i també maó. A la part posterior de la construcció hi ha una pallissa adossada.